# Kanadisch-mexikanische Beziehungen
Die Kanadisch-mexikanischen Beziehungen sind das zwischenstaatliche Verhältnis zwischen Kanada und Mexiko. Beide Länder etablierten 1944 diplomatische Beziehungen, welche sich seit den 1990er Jahren deutlich intensiviert haben. Mexiko und Kanada sind gemeinsam Mitglied der Freihandelszone NAFTA. Sie sind außerdem gemeinsam Mitglieder von u. a. der Asiatisch-Pazifischen Wirtschaftsgemeinschaft, der G20, der Organisation Amerikanischer Staaten und der Organisation für wirtschaftliche Zusammenarbeit und Entwicklung.

## Geschichte
Es kam bereits in der Kolonialzeit zu Kontakten zwischen dem spanischen Mexiko und dem britischen Kanada. In Kanada hergestellte Produkte wurden in Mexiko britisch-kanadischen Unternehmen verkauft. Nach seiner Unabhängigkeit vom Vereinigten Königreich im Jahr 1867 als Dominion of Canada wurden die Außenbeziehungen Kanadas weiterhin von den Briten verwaltet und die ersten Auslandsbotschaften in den 1920er Jahren eröffnet. Erst am 30. Januar 1944, auf dem Höhepunkt des Zweiten Weltkriegs, an dem beide Länder auf der Seite der Alliierten teilnahmen, wurden formelle Beziehungen zwischen den beiden Ländern aufgenommen. Im Jahr 1952 eröffnete Mexiko sein erstes Generalkonsulat in Montreal. Das erste Treffen zwischen den Staatsoberhäuptern beider Länder fand 1956 in White Sulphur Springs, West Virginia, zwischen dem mexikanischen Präsidenten Adolfo Ruiz Cortines, dem kanadischen Premierminister Louis Saint-Laurent und dem amerikanischen Präsidenten Dwight D. Eisenhower statt. 1959 entschied sich Präsident Adolfo López Mateos, zum Ziel seines ersten offiziellen Auslandsbesuches zu machen. Sein Besuch wurde 1960 von Premierminister John Diefenbaker erwidert. Seitdem hat fast jeder mexikanische Präsident Kanada mindestens einmal besucht und fast jeder kanadische Premierminister hat Mexiko besucht.

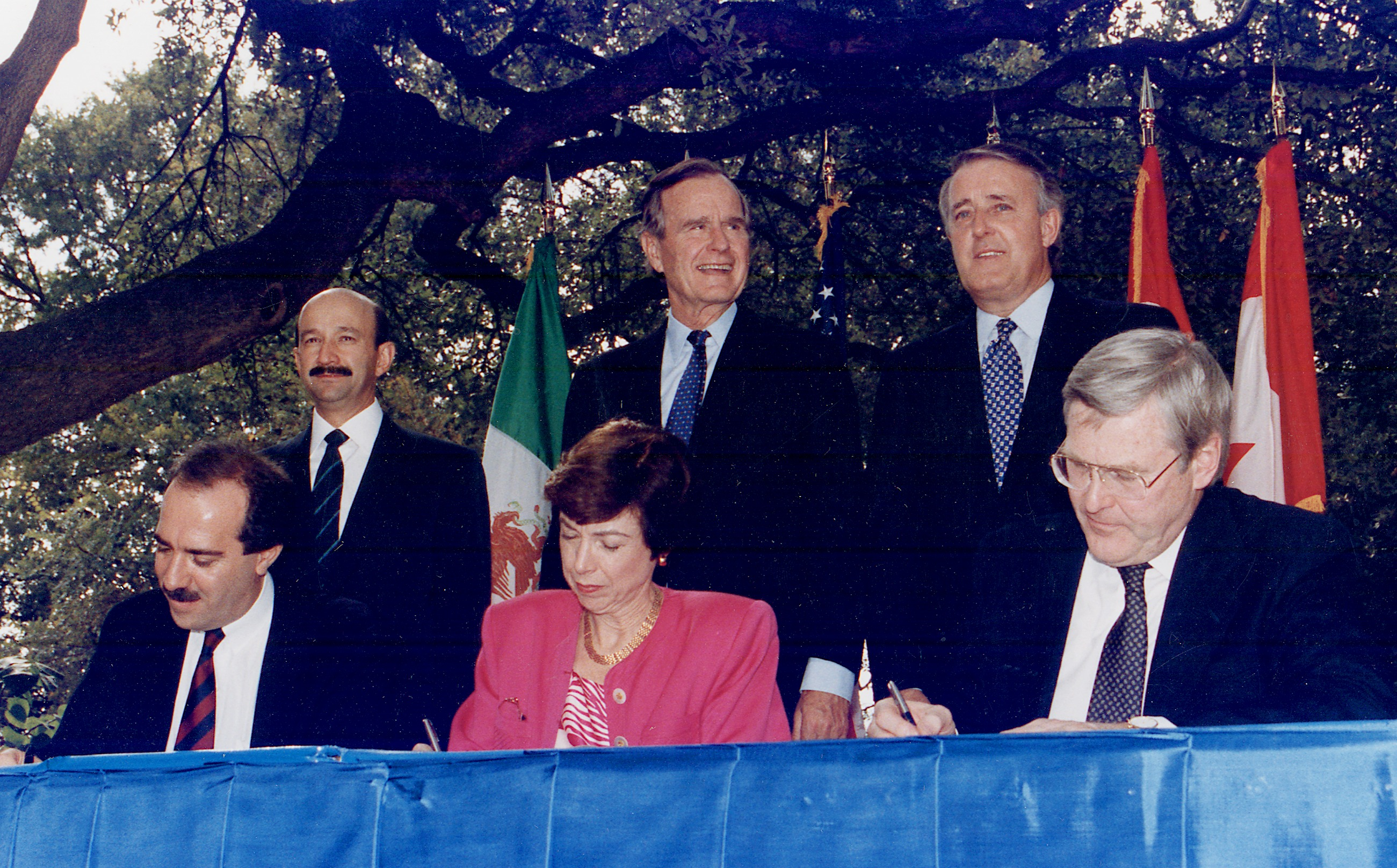
Unterzeichnung von NAFTA (1994)

1968 wurde eine gegenseitige Ministerkommission gegründet, um die bilateralen Beziehungen zu vertiefen. 1974 unterzeichneten beide Länder ein Abkommen, das es mexikanischen Wanderarbeitern erlaubt, vorübergehend in Kanada zu arbeiten. 1990 begannen die Staats- und Regierungschefs Kanadas, Mexikos und der Vereinigten Staaten mit den Verhandlungen über ein Freihandelsabkommen, das als Nordamerikanisches Freihandelsabkommen (NAFTA) bekannt werden sollte. Kanada hatte 1988 gerade ein Freihandelsabkommen mit den Vereinigten Staaten unterzeichnet, als die USA unter Präsident George H. W. Bush begannen, einen weiteren Pakt mit Mexiko unter Präsident Carlos Salinas de Gortari auszuhandeln. Die kanadische Regierung unter Premierminister Brian Mulroney befürchtete, dass die Vorteile, die Kanada durch das Freihandelsabkommen zwischen Kanada und den USA hatte, untergraben würden, und bat darum, an den amerikanisch-mexikanischen Gesprächen teilnehmen zu dürfen. Das Ergebnis war, dass NAFTA das vorherige Freihandelsabkommen zwischen Kanada und den USA ersetzte und am 1. Januar 1994 in Kraft trat. Seit dem Inkrafttreten des NAFTA-Abkommens sind die beiden Länder füreinander bedeutender geworden und arbeiten oft zusammen, wenn sie mit den Vereinigten Staaten zu tun haben.

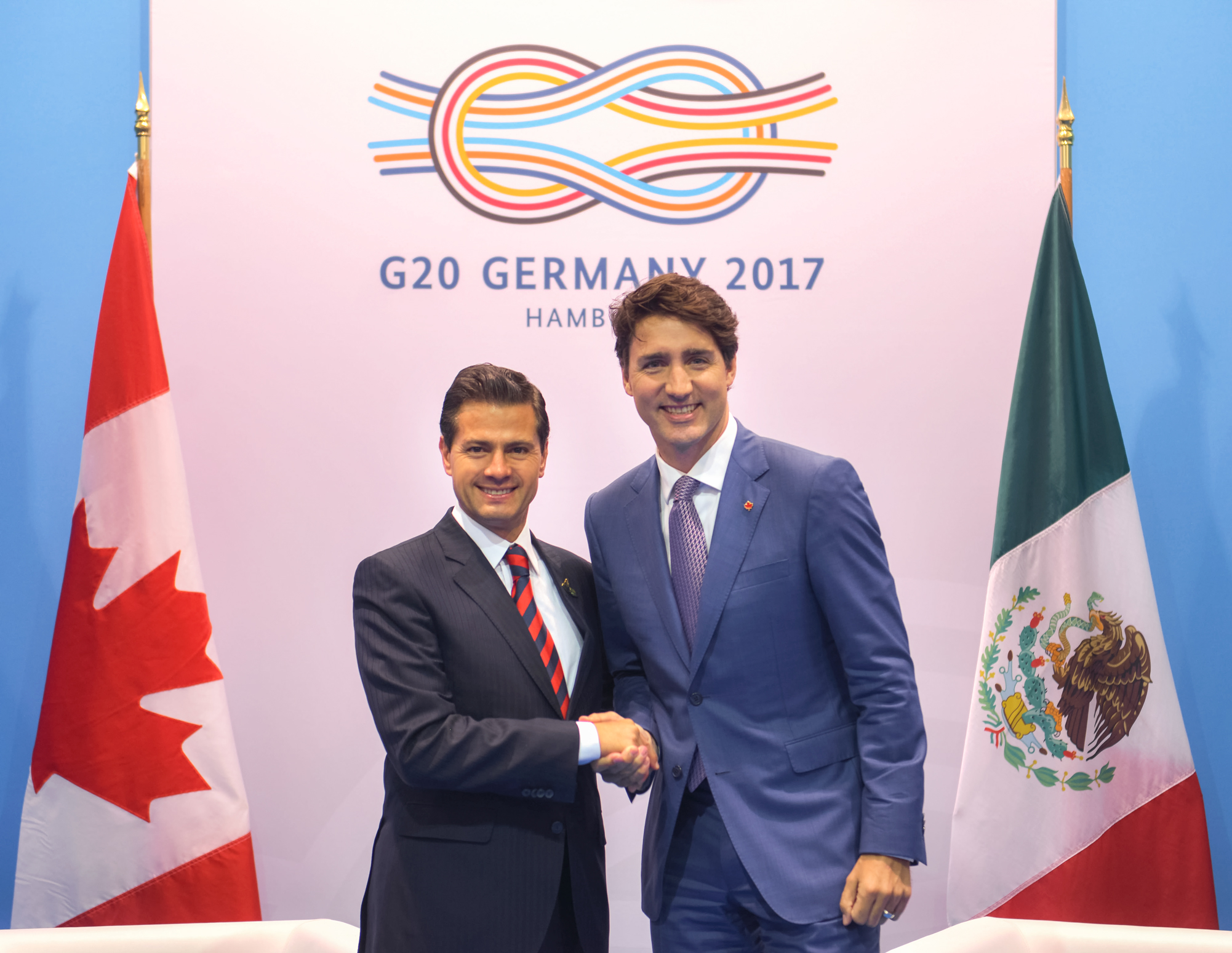
Enrique Peña Nieto (links) mit Justin Trudeau (rechts) auf dem G20-Gipfel in Hamburg 2017

2004 wurde zwischen den beiden Ländern die Canada-Mexico Partnership ins Leben gerufen, wobei sich Arbeitsgruppen einmal im Jahr treffen, um in Fokusbereichen die gegenseitige Kooperation zu stärken. 2005 wurde erstmals das North American Leaders' Summit zwischen den Staatschefs von Mexiko, Kanada und den USA abgehalten, um die Integration des nordamerikanischen Kontinents weiter voranzutreiben. Dieses Treffen wurde danach unregelmäßig abgehalten, fand allerdings in den meisten Folgejahren statt. Am 30. November 2018 unterzeichneten Mexikos Präsident Enrique Peña Nieto, Kanadas Premierminister Justin Trudeau und US-Präsident Donald Trump während des G20-Gipfels in Buenos Aires das United States–Mexico–Canada Agreement (USMCA), welches nach Neuverhandlungen das alte Abkommen NAFTA ersetzte. Donald Trump hatte sich zuvor über dieses beschwert und Strafzölle gegen Mexiko und Kanada angekündigt. Nach seiner erneuten Wahl erhob Trump Anfang 2025 Strafzölle auf Mexiko und Kanada und brach sein vorher ausgehandeltes Abkommen, was auch für einige Turbulenzen in den Beziehungen zwischen Kanada und Mexiko sorgten, darunter Streitigkeiten über den Schmuggel von Fentanyl in die Vereinigten Staaten.

## Wirtschaftsbeziehungen
Im Jahr 2023 belief sich der gegenseitige Handel zwischen beiden Ländern auf 31,6 Milliarden US-Dollar. Zu den wichtigsten Exportgütern Kanadas nach Mexiko gehören: Saatgut, Aluminiumlegierungen, Weizen, Fahrzeuge, Fahrzeugteile und -zubehör, Dieselkraftstoff, Dieselöl und -gemische sowie Waren für die Montage oder Herstellung von Flugzeugen und Flugzeugen. Zu den wichtigsten Exportgütern Mexikos nach Kanada gehören unter anderem: Fahrzeuge (sowohl für den Personen- als auch für den Gütertransport), Flachbildfernseher, Waren für den Zusammenbau oder die Herstellung von Flugzeugen und Flugzeugteilen, Teile von Kolbenmotoren, Traktoren, elektronische Geräte für den Empfang, die Umwandlung und die Übertragung von Sprachmeldungen sowie Avocados. Für Mexiko war Kanada 2022 der zweitgrößte Handelspartner (mit 2,7 % des gesamten Handels), auch wenn der Warenaustausch nur ein Bruchteil des Volumens von dem mit den USA hatte. Zwischen 2013 und 2023 wuchs der gegenseitige Handel um 70 Prozent.
Zwischen 1999 und 2024 hatten kanadische Unternehmen knapp 58 Milliarden US-Dollar in Mexiko investiert. Kanadische multinationale Unternehmen wie Bombardier, BlackBerry, Fairmont Hotels and Resorts und Scotiabank sind in Mexiko tätig. Gleichzeitig sind auch mexikanische multinationale Unternehmen wie ALFA, Cemex und Grupo Bimbo in Kanada tätig. Verschiedene mexikanische Bier- und Tequilaprodukte werden in Kanada verkauft.

## Migration

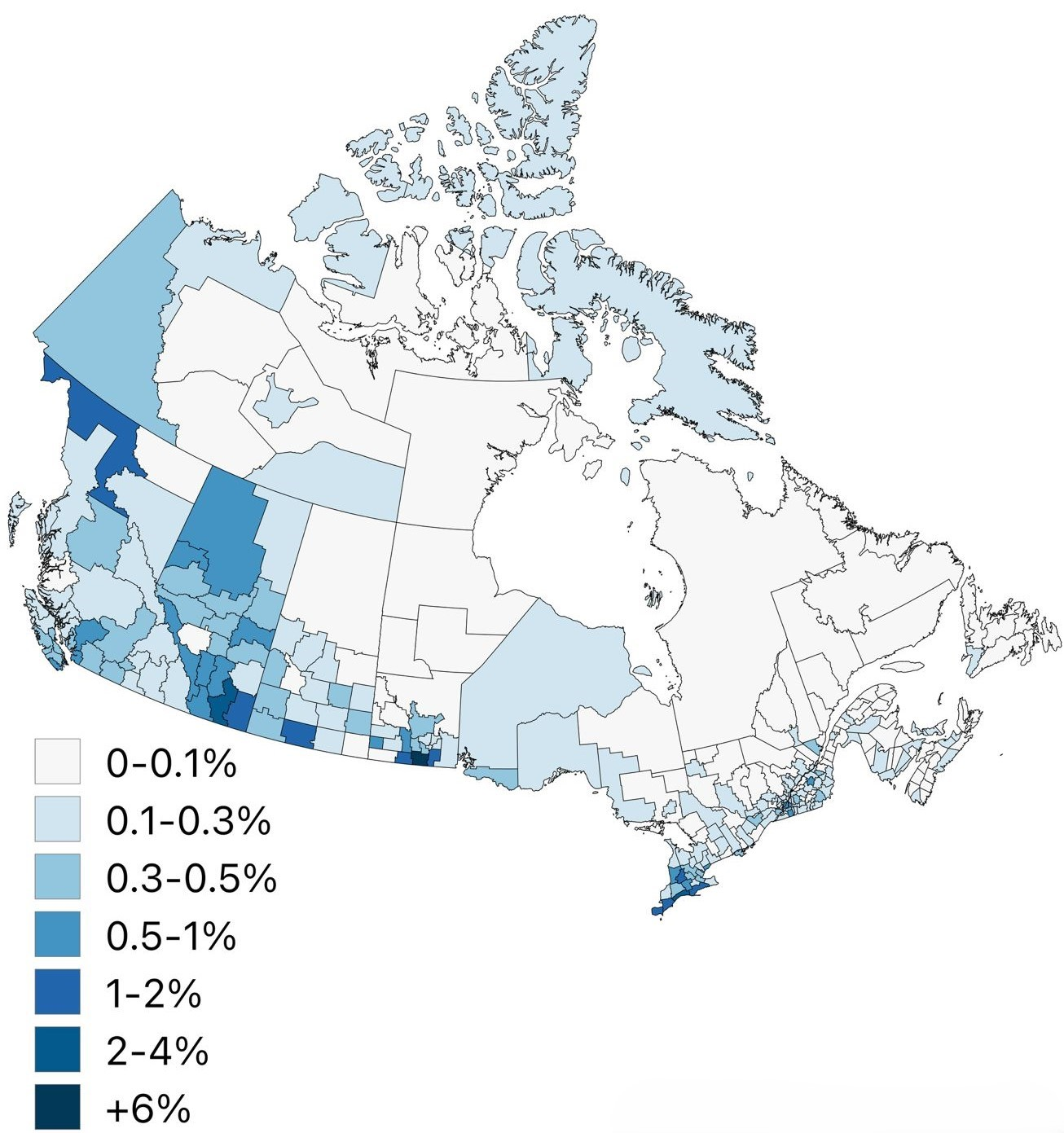
Mexikaner in Kanada (2021)

Laut dem Zensus von 2021 gaben 155.380 Kanadier an, vollständig oder teilweise mexikanischer Abstammung zu sein (0,42 % der Bevölkerung des Landes). Besonders in der Landwirtschaft sind mexikanische Saisonarbeiter unverzichtbar geworden. Im Jahr 2023 stellte Kanada zudem über 11.000 Studiengenehmigungen für mexikanische Studenten aus. Es sind im Gegenzug auch einige Tausend Kanadier nach Mexiko migriert, darunter Mitarbeiter kanadischer Unternehmen, Rentner und kanadische Russlandmennoniten, welche in Mexiko neue Kolonien gegründet haben.
Am 1. Dezember 2016 hob Kanada die Visumpflicht für mexikanische Staatsbürger auf. Im Februar 2024 hat Kanada jedoch die Visumspflicht für die meisten mexikanischen Staatsbürger wieder eingeführt, um den Zustrom von Asylbewerbern einzudämmen und mexikanische Staatsbürger daran zu hindern, visumfrei nach Kanada einzureisen, um die Grenze zu den Vereinigten Staaten illegal zu überqueren.